# اندرو دب
اندرو دب (به انگلیسی: Andrew Dabb) (متولد اودن، یوتا؛ و ساکن لس آنجلس)؛ یک نویسنده آمریکایی، مشغول به کار در زمینه تلویزیون، فیلم‌ها و رمان گرافیکی است.

## حرفه
دب در حال حاضر نویسنده برخی از قسمت‌های سریال آمریکایی سوپرنچرال در شبکه تلویزیونی سی‌دابلیو، به‌ویژه قسمت «باور دارم بچه‌ها آینده ما هستند»، است.